# Željeznički signal
Željeznički signal je mehanički ili električki uređaj, koji je postavljen pokraj željezničke linije kako bi prosljeđivao informaciju o statusu željezničke linije ispred vozača vlaka. Signal može informirati vozača o sigurnoj brzini kojom se vlak smije kretati, ili može narediti vozaču stop vlaka.

## Primjena i pozicioniranje signala

### Signali se koriste kako bi prikazali jedno ili više od sljedećih stanja:
- željeznička linija ispred je slobodna ili blokirana.
- strojovođa ima pravo nastaviti vožnju.
- skretnice su ispravno postavljene.
- način kako su postavljene skretnice.
- brzina kojom vlak smije putovati.
- status sljedećeg signala (predsignal).
- kako se formulari za vožnju trebaju pokupiti od strane osoblja.

### Signale se može postaviti:
- na početku sekcije kolosijeka.
- kod prilaza pomičnom predmetu u infrastrukturi, kao što su skretnice.
- prije drugih signala.
- prije dolaza do željezničko-cestovnog prijelaza.
- na skretnicu ili okretaljku.
- ispred platformi tj. perona ili drugih mjesta gdje vlakovi mogu biti zaustavljeni.
- na putničkim stajalištima i stanicama.

Za željezničke linije, koje su građene za velike brzine, prema konvenciji obično preko 160 km/h, ali obično minimalno 200 km/h, koriste se signalni sustavi za vlakove velikih brzina. Njihova karakteristika je kontinuirano slanje podataka o statusu željezničke linije. Poneki uopće i nemaju signale postavite uzduž trase, već komuniciraju bežično radiovalovima s računalom ugrađenim u pogonsku jedinicu (lokomotivu ili motorni vlak).